# L'aldea de l'auró
L'aldea de l'auró (Maple Town en anglès, メイプルタウン物語 Maple Town Monogatari en doblatge original i Gúshi de Mapletown a Taiwan) va ser una popular sèrie d'animació anglo-japonesa de l'any 1986 feta per Toei Animation centrada en les aventures de Patty Rabbit, Bobby Bear, i les seues famílies en una xicoteta i utòpica ciutat fictícia. La idea original partia de què en aquella època les sèries amb més èxit a la televisió estaven en mans de personatges antropomorfs vinculats al regne animal.
La història tractava sobre els habitants d'una aldea enmig del bosc. La intrèpida Patty, una conilleta, i el seu amic Bobby junt amb altres personatges viuen les aventures típiques d'una aldea, amb tots els problemes, les alegries i els perills de la vida quotidiana en la comunitat.
Conta la història de Patty Rabbit, una conilleta que acaba d'arribar a l'aldea amb la seua família. Al cap de poc d'arribar, Patty es fa amiga de Bobby Bear, un osset de la mateixa edat, així com el maldestre lladre, el llop Gretel.
TVE va emetre aquesta sèrie en català pels circuits territorials dels Països Catalans, amb el títol L'aldea de l'auró i en castellà (La aldea del arce) per a tot l'Estat. En el cas valencià, fou emesa per TVE 2 amb doblatge propi, sent la primera sèrie de dibuixos animats en ser doblada al valencià.